# Vraceanți, Dobrici
Vraceanți (în bulgară Врачанци, în română Ceacârcea) este un sat în comuna Dobricika, regiunea Dobrici, Dobrogea de Sud, Bulgaria. 
Între anii 1913-1940 a făcut parte din plasa Ezibei a județului Caliacra, România. Lângă localitate a mai existat o așezare (azi dispărută) ce se numea Arabagi în timpul administrației românești.

## Demografie
Componența etnică a satului Vraceanți
     Bulgari (100%)
     Nicio identificare (0%)
     Altele (0%)
La recensământul din 2011, populația satului Vraceanți era de 88 locuitori. Din punct de vedere etnic, toți locuitorii erau bulgari.